# Rubia laxiflora
Rubia laxiflora är en måreväxtart som beskrevs av Nikolai Fedorovich Gontscharow. Rubia laxiflora ingår i släktet krappar, och familjen måreväxter. Inga underarter finns listade i Catalogue of Life.